# Joe Armstrong
Joe Armstrong, född den 7 oktober 1978 i London, är en brittisk skådespelare. Han är känd för rollen son Allan A Dale i BBC:s storsatsning Robin Hood. Joes pappa är skådespelaren Alun Armstrong.

## Filmografi
- 2003 – Between The Sheets – Richard Lloyd
- 2003–2005 – The Bill – Fraser Howie (TV-serie)
- 2004 – Passer By – Tinley
- 2004 – Mördare okänd – Jason Murphy
- 2004 – Morden i Midsomer: Dödsbringande vatten – David Cooke
- 2004 – Foyle's War – Tom Jackson
- 2004 – Blackpool – Mark Reed
- 2005 – Rose and Maloney – Max Roche
- 2006 – A Ticket Too Far – Ray
- 2006 – Kommissarie Lynley: Chinese Walls – Darren
- 2006 – Coming Up – Danny
- 2006–2008 – Robin Hood – Allan A Dale (TV-serie)
- 2007 – Party Animals – DC Harrison
- 2007 – The Last Detective – Chas
- 2007 – The Whistleblowers – Fleck
- 2009 – Breaking The Mould – Dr. Norman Heatley
- 2010 – A Passionate Woman – Donald (1 avsnitt)
- 2012 – The Hollow Crown – Harry Hotspur
- 2014 – Happy Valley – Ashley Cowgill (TV-serie)
- 2025 – A Cruel Love: The Ruth Ellis Story (TV-serie)